# Arcidiocesi di Durban
L'arcidiocesi di Durban (in latino: Archidioecesis Durbaniana) è una sede metropolitana della Chiesa cattolica in Sudafrica. Nel 2021 contava 140.709 battezzati su 3.420.000 abitanti. È retta dall'arcivescovo Mandla Siegfried Jwara, C.M.M.

## Territorio
L'arcidiocesi comprende i distretti di Camperdown, a nord del fiume Umlaas, (ad eccezione delle aziende di Mariannhill, Klaarwater, Dassenhoek, Welbedag e parte di Stockville), Durban, Estcourt, Inanda, Kranskop, Lions River, Lower Tugela, Maphumulo, Umvoti, Weenen, Bergville e parte del Msinga.
Sede arcivescovile è la città di Durban, dove si trova la cattedrale dell'Emmanuele.
Il territorio è suddiviso in 75 parrocchie.

### Provincia ecclesiastica
La provincia ecclesiastica di Durban, istituita nel 1951, comprende le seguenti diocesi suffraganee:
- Dundee
- Eshowe
- Kokstad
- Mariannhill
- Umtata
- Umzimkulu

## Storia
Fino agli inizi dell'Ottocento, a causa dell'occupazione britannica del Sudafrica, erano vietate le attività cattoliche nel Paese. Con l'emancipazione dei cattolici nell'Impero, iniziò la missione di evangelizzazione nei territori sudafricani. Nel 1836 il primo prete cattolico raggiunse Durban, su richiesta di un reggimento, composto per lo più da irlandesi, di stanza nella città.
Nel 1848 il vicario del Distretto Orientale, Aidan Devereaux, redasse un rapporto sulle necessità del suo immenso vicariato e suggerì a Propaganda Fide di dividerlo in due parti. Roma, accogliendo le istanze di Devereaux, si adoperò per cercare una congregazione religiosa disposta ad impegnarsi nell'opera missionaria di tutto il centro-est del Sudafrica. Dopo il rifiuto degli Spiritani e dei Gesuiti, la proposta fu accolta dal fondatore dei missionari oblati di Maria Immacolata, Eugène de Mazenod.
Papa Pio IX eresse il vicariato apostolico del Natal il 15 novembre 1850 con il breve Pro apostolici muneris, ricavandone il territorio dal vicariato apostolico del Capo di Buona Speranza, Distretto orientale (oggi diocesi di Port Elizabeth). Il 16 marzo 1852, il primo drappello di missionari oblati, composto da una decina di religiosi, arrivò a Durban, con il primo vicario apostolico, Marie-Jean-François Allard.
Per il progredire dell'opera di evangelizzazione, il vicariato apostolico cedette a più riprese porzioni del suo territorio a vantaggio dell'erezione di nuove circoscrizioni ecclesiastiche:
- la missione sui iuris dello Zambesi (oggi arcidiocesi di Harare) il 2 luglio 1879;
- la prefettura apostolica del Transvaal (oggi arcidiocesi di Johannesburg) e il vicariato apostolico dello Stato libero di Orange (oggi diocesi di Kimberley) il 4 giugno 1886;
- la prefettura apostolica dello Zululand (oggi diocesi di Eshowe) il 27 agosto 1921, a cui cedette altre porzioni di territorio l'11 dicembre 1923;
- il vicariato apostolico di Mariannhill (oggi diocesi) il 10 settembre 1921;
- la prefettura apostolica dello Swaziland (oggi diocesi di Manzini) il 19 aprile 1923.

L'11 gennaio 1951, in occasione dell'istituzione della gerarchia cattolica in Sudafrica, il vicariato apostolico è stato elevato al rango di arcidiocesi metropolitana con la bolla Suprema Nobis di papa Pio XII.
Il 23 giugno 1958 ha ceduto la parte settentrionale del suo territorio a vantaggio dell'erezione della prefettura apostolica di Volksrust (oggi diocesi di Dundee).

## Cronotassi dei vescovi
Si omettono i periodi di sede vacante non superiori ai 2 anni o non storicamente accertati.
- Marie-Jean-François Allard, O.M.I. † (31 gennaio 1851 - 11 giugno 1874 dimesso)
- Charles-Constant Jolivet, O.M.I. † (15 settembre 1874 - 15 settembre 1903 deceduto)
- Henri Delalle, O.M.I. † (19 dicembre 1903 - 4 aprile 1946 dimesso)
- Denis Eugene Hurley, O.M.I. † (12 dicembre 1946 - 29 maggio 1992 ritirato)
- Wilfrid Fox Napier, O.F.M. (29 marzo 1992 - 9 giugno 2021 ritirato)
- Mandla Siegfried Jwara, C.M.M., dal 9 giugno 2021

## Statistiche
L'arcidiocesi nel 2021 su una popolazione di 3.420.000 persone contava 140.709 battezzati, corrispondenti al 4,1% del totale.
| anno | popolazione | popolazione | popolazione | presbiteri | presbiteri | presbiteri | presbiteri                | diaconi | religiosi | religiosi | parrocchie |
| anno | battezzati  | totale      | %           | numero     | secolari   | regolari   | battezzati per presbitero | diaconi | uomini    | donne     | parrocchie |
| ---- | ----------- | ----------- | ----------- | ---------- | ---------- | ---------- | ------------------------- | ------- | --------- | --------- | ---------- |
| 1949 | 74.424      | 1.301.719   | 5,7         | 88         | 4          | 84         | 845                       |         | 110       | 489       | 48         |
| 1969 | 133.884     | ?           | ?           | 147        | 18         | 129        | 910                       |         | 157       | 612       | 60         |
| 1980 | 170.324     | 1.875.229   | 9,1         | 106        | 19         | 87         | 1.606                     | 1       | 131       | 617       | 73         |
| 1990 | 215.000     | 2.803.000   | 7,7         | 116        | 24         | 92         | 1.853                     | 13      | 114       | 310       | 76         |
| 1999 | 225.271     | 3.070.000   | 7,3         | 125        | 25         | 100        | 1.802                     | 23      | 244       | 310       | 74         |
| 2000 | 234.671     | 3.084.000   | 7,6         | 38         | 26         | 12         | 6.175                     | 27      | 167       | 295       | 74         |
| 2001 | 217.726     | 3.000.000   | 7,3         | 137        | 27         | 110        | 1.589                     | 31      | 325       | 278       | 73         |
| 2002 | 217.468     | 3.000.000   | 7,2         | 137        | 26         | 111        | 1.587                     | 30      | 333       | 235       | 74         |
| 2003 | 209.104     | 3.000.000   | 7,0         | 133        | 25         | 108        | 1.572                     | 30      | 338       | 283       | 74         |
| 2004 | 205.387     | 3.000.000   | 6,8         | 134        | 27         | 107        | 1.532                     | 30      | 341       | 256       | 75         |
| 2006 | 211.000     | 3.020.000   | 7,0         | 142        | 32         | 110        | 1.485                     | 30      | 345       | 343       | 74         |
| 2013 | 166.835     | 3.669.000   | 4,5         | 135        | 48         | 87         | 1.235                     | 36      | 295       | 241       | 75         |
| 2016 | 141.539     | 3.442.360   | 4,1         | 131        | 48         | 83         | 1.080                     | 43      | 269       | 255       | 75         |
| 2019 | 148.700     | 3.615.000   | 4,1         | 139        | 51         | 88         | 1.069                     | 42      | 331       | 253       | 75         |
| 2021 | 140.709     | 3.420.000   | 4,1         | 137        | 52         | 85         | 1.027                     | 43      | 336       | 238       | 75         |